# Bongani Khumalo
Bongani Sandile Khumalo (ur. 6 stycznia 1987 w Manzini w Suazi) – południowoafrykański piłkarz grający na pozycji środkowego obrońcy.

## Kariera klubowa
Khumalo urodził się w Suazi, ale w wieku 2 lat wyemigrował z rodzicami do Republiki Południowej Afryki. Tam też rozpoczął karierę piłkarską w klubie Arcadia Shepherds. W 2005 roku został zawodnikiem drużyny University of Pretoria FC i przez dwa lata występował w podstawowym składzie w rozgrywkach Mvela League (II liga RPA). W 2007 roku przeszedł do Supersport United z Pretorii i zadebiutował w jego barwach w Premier Soccer League (I liga). Tam, podobnie jak w poprzednim klubie, stał się podstawowym zawodnikiem. W 2008 roku wywalczył z Supersport mistrzostwo Republiki Południowej Afryki. W 2009 roku obronił z tym klubem tytuł mistrzowski. Podczas zimowego okienka sezonu 2010/2011 dołączył do londyńskiego klubu Tottenham Hotspur za 1,8 miliona euro podpisując kontrakt do 2015 r. W marcu dołączył do Preston North End na zasadzie wypożyczenia. Następnie był wypożyczany do Reading (2011-2012), PAOK FC (2012-2013), Doncaster Rovers (2013-2014) i Colchester United (2014-2015). Jesienią 2015 grał w Supersport United FC. W latach 2016–2018 był zawodnikiem Bidvest Wits FC, a w latach 2018-2021 ponownie grał w Supersport United, w którym zakończył karierę.
| Sezon   | Klub                      | Kraj              | Rozgrywki                    | Mecze | Bramki |
| ------- | ------------------------- | ----------------- | ---------------------------- | ----- | ------ |
| 2005/06 | University of Pretoria FC | Południowa Afryka | Mvela League                 | 22    | 0      |
| 2006/07 | University of Pretoria FC | Południowa Afryka | Mvela League                 | 28    | 4      |
| 2007/08 | Supersport United         | Południowa Afryka | Premier Soccer League        | 25    | 4      |
| 2008/09 | Supersport United         | Południowa Afryka | Premier Soccer League        | 23    | 3      |
| 2009/10 | Supersport United         | Południowa Afryka | Premier Soccer League        | 26    | 1      |
| 2010/11 | Preston North End         | Anglia            | Football League Championship | 6     | 0      |
| 2011/12 | Reading                   | Anglia            | Premier League               | 4     | 0      |
| 2012/13 | PAOK FC                   | Grecja            | Superleague Ellada           | 23    | 0      |
| 2013/14 | Doncaster Rovers          | Anglia            | Football League Championship | 30    | 0      |
| 2014/15 | Colchester United         | Anglia            | Football League One          | 10    | 0      |
| 2015/16 | Supersport United         | Południowa Afryka | Premier Soccer League        | 9     | 0      |
| 2015/16 | Bidvest Wits              | Południowa Afryka | Premier Soccer League        | 13    | 0      |
| 2016/17 | Bidvest Wits              | Południowa Afryka | Premier Soccer League        | 13    | 1      |
| 2017/18 | Bidvest Wits              | Południowa Afryka | Premier Soccer League        | 16    | 1      |
| 2018/19 | Supersport United         | Południowa Afryka | Premier Soccer League        | 22    | 1      |
| 2019/20 | Supersport United         | Południowa Afryka | Premier Soccer League        | 10    | 0      |
| 2020/21 | Supersport United         | Południowa Afryka | Premier Soccer League        | 17    | 0      |

## Kariera reprezentacyjna
W reprezentacji RPA Khumalo zadebiutował 11 marca 2008 roku w wygranym 2:1 towarzyskim spotkaniu z Zimbabwe. W 2009 roku selekcjoner Joel Santana powołał go na Puchar Konfederacji 2009, w którym zawodnik był rezerwowym. Z RPA zajął na tym turnieju 4. miejsce.Podczas Mistrzostw Świata 2010 strzelił gola dla swojego kraju w grupowym meczu z Francją. Od 2008 do 2014 rozegrał w kadrze narodowej 41 meczów i strzelił 1 gola.